# Римский-Корсаков, Александр Яковлевич (поэт)
Александр Яковлевич Римский-Корсаков (псевд. Римский-Корсак; 1806 — не ранее 1856) — русский поэт.

## Биография
Родился 10 (22) июня 1806 года в Смоленской губернии. С 20 сентября 1818 году воспитывался в Благородном пансионе при Санкт-Петербургском университете из которого был выпущен в июле 1823 года. В своем письме к Д. И. Хвостову 28 ноября 1834 года он писал: «В 1818 г. поступил в Благородный пансион при СПб. университете. Здесь открылась во мне первая страсть к стихам от знакомства с Маркевичем и со Львом Пушкиным, братом знаменитого поэта».
Сотрудничал в альманахах «Альбом северных муз» (1828), «Подснежник» (1829), «Невский альманах» (1833), а также в периодических изданиях.
В течение нескольких лет (с  1825  года) в квартире Корсакова жил М. И. Глинка; приятели часто устраивали литературно-музыкальные вечера. На слова Римского-Корсакова были написаны романсы Глинки «Горько, горько мне» (1827), «Я люблю - ты мне твердила» (1827), «Ночь осенняя, ночь любезная» (1829), «Всегда, везде со мною ты, Сопутницей моей незримой» (1838) и «Коса» (1854).
Отдельной книгой стихотворения Римского-Корсакова не издавались.
В 1830-х годах жил в Варшаве.